# I compagni
I compagni is een Italiaans-Frans-Joegoslavische film van Mario Monicelli die werd uitgebracht in 1963.

## Verhaal
Het verhaal speelt zich af in Turijn, op de drempel van de 20e eeuw. De werkomstandigheden in de plaatselijke textielfabriek zijn ellendig. De arbeiders moeten 14 uur per dag werken tegen een pover loon en beschikken slechts over een halfuur pauze om te eten. Door de lange arbeidsuren verslapt de aandacht van de arbeiders die altijd maar dezelfde handelingen moeten uitvoeren. 
Op een dag wordt de hand van een arbeider gegrepen door een machine. Een afvaardiging verzoekt om een onderhoud met de directeur-ingenieur maar krijgt op de vraag tot arbeidstijdverkorting alleen maar te horen dat er overal zo lang gewerkt wordt en dat de arbeiders maar alert moeten blijven. Om hun eisen kracht bij te zetten nemen de arbeiders zich voor de volgende dag een uur vroeger te stoppen maar hun voornemen mislukt.    
Wat later komt Sinigaglia, een voormalige professor uit Genua en een socialistische onruststoker die op de vlucht is, in Turijn aan. Hij verschuilt zich in de buurt van de fabriek. Hij komt terecht in een vergadering waar de arbeiders met het idee spelen een uur later op het werk te verschijnen. Sinigaglia besluit te blijven in Turijn om de arbeiders te helpen een staking te organiseren. 

## Rolverdeling
| Acteur               | Personage                                   |
| -------------------- | ------------------------------------------- |
| Marcello Mastroianni | professor Sinigaglia, de opruier            |
| Renato Salvatori     | Raoul Bertone, een textielarbeider          |
| Bernard Blier        | Martinetti, een textielarbeider             |
| Annie Girardot       | Niobe, de prostituee                        |
| François Périer      | Di Meo, de 'rode' onderwijzer               |
| Raffaella Carrà      | Bianca                                      |
| Gabriella Giorgelli  | Adele                                       |
| Folco Lulli          | Pautasso, een textielarbeider               |
| Vittorio Sanipoli    | Baudet, de boekhouder van de textielfabriek |
| Mario Pisu           | de ingenieur                                |